# Теофіл Морару
Теофіл Морару (рум. Teofil Moraru, нар. Орадя) — румунський спортсмен, а також футбольний тренер і арбітр. Перший тренер національної збірної Румунії з футболу.
Колишній чемпіон зі штовхання ядра і доктор юридичних наук, засновник футбольного клубу «Університатя» (Клуж).
1922 року був призначений першим тренером новоствореної національної збірної Румунії з футболу. З ним на посаді збірна здобула перемогу з рахунком 2:1 у першому в своїй історії матчі проти Югославії. Він залишив посаду восени 1923 року, але згодом у 1924—1928 роках знову працював на посаді. Загалом за два періоди у команді він здобув з нею шість перемог, три нічиї і п'ять поразок.
Надалі працював футбольним арбітром, судив фінали чемпіонату Румунії в 1925, 1926, 1932 і 1934 роках, завершивши суддівство в 1940 році.